# Send Away the Tigers
Send Away the Tigers is het achtste studioalbum van de Welshe alternatieve rockband Manic Street Preachers uit 2007.

## Overzicht
Na de matige ontvangst van Know Your Enemy en Lifeblood besloot de band terug te keren naar hun oorspronkelijke gitaargeluid. Zelf beschreven ze het als een mix van hun vorige albums Generation Terrorists en Everything Must Go.
De titel komt van een uitspraak van de Engelse komiek Tony Hancock.
Nina Persson van The Cardigans deelt de vocalen in de eerste single van het album: "Your Love Alone Is Not Enough".

## Ontvangst
Het album werd positief ontvangen bij de pers en behaalde de tweede plaats in de UK Albums Chart, single "Your Love Alone Is Not Enough" behaalde de tweede plaats in de UK Singles Chart.

## Tracks
| Nr. | Titel                         | Duur |
| --- | ----------------------------- | ---- |
| 1.  | Send Away the Tigers          | 3:36 |
| 2.  | Underdogs                     | 2:49 |
| 3.  | Your Love Alone Is Not Enough | 3:55 |
| 4.  | Indian Summer                 | 3:54 |
| 5.  | The Second Great Depression   | 4:09 |
| 6.  | Rendition                     | 2:59 |
| 7.  | Autumnsong                    | 3:40 |
| 8.  | I'm Just a Patsy              | 3:11 |
| 9.  | Imperial Bodybags             | 3:30 |
| 10. | Winterlovers                  | 3:03 |

In sommige versies van het album is een cover van "Working Class Hero" van John Lennon toegevoegd als hidden track na "Winterlovers", wat het tiende nummer verlengt tot 6:40.